# سن-ژان-پیه-دو-پر
سن-ژان-پیه-دو-پر (به فرانسوی: Saint-Jean-Pied-de-Port) یک کمون در فرانسه است که در canton of Saint-Jean-Pied-de-Port واقع شده‌است.

## خصوصیات
سن-ژان-پیه-دو-پر ۲٫۷۳ کیلومترمربع مساحت و ۱٬۷۵۴ نفر جمعیت دارد و ۱۸۰ متر بالاتر از سطح دریا واقع شده‌است.